# Horst F. Niemeyer
Horst Friedrich Niemeyer (* 30. Juni 1931 in Düsseldorf; † 31. Oktober 2007 in Perth, Australien) war ein deutscher Mathematiker. Sein Name ist mit dem Hare/Niemeyer-Verfahren zur Berechnung von Sitzverteilungen verbunden, das u. a. von 1987 bis 2005 bei Bundestagswahlen Anwendung fand.

## Leben
Niemeyer, Sohn eines Tierarztes, besuchte ab 1937 die Scharnhorst-Schule in Düsseldorf, anschließend die Oberschule für Jungen in Nienburg/Weser und dann das Pädagogium in Godesberg, wo er 1951 das Abitur ablegte. Das 1952 an der Universität in Bonn aufgenommene Studium der Mathematik und der Physik beendete er im Mai 1956 mit der Ablegung des Staatsexamens. Danach arbeitete er bis 1961 als wissenschaftlicher Assistent an der TH Aachen, wo er am 31. Juli 1958  in beiden Studienfächern promoviert wurde. 1959 und 1960 forschte er an der New York University und war dann bis 1966 wieder in Aachen als Oberingenieur tätig. Seine Habilitation in Mathematik erfolgte dort im November 1963. In den Jahren 1966 und 1967 arbeitete er als Associate Professor am Stevens Institute of Technology in New York. Niemeyer gehörte seit 1964 der American Mathematical Society an.
Von 1967 bis 1973 war er Professor am Lehrstuhl für Instrumentelle und angewandte Mathematik der Philipps-Universität Marburg, wo er auch die Leitung des Rechenzentrums übernahm. 1970 und 1971 leitete er die Sektion Mathematik der Universität und war 1971 und 1972 Prodekan dieses Fachbereichs. Von 1973 bis zu seiner Emeritierung im Jahr 1996 war er ordentlicher Professor an der RWTH Aachen.

## Hare/Niemeyer-Verfahren
Niemeyer reagierte 1970 auf einen Zeitungsartikel, der über Schwächen des damals für Bundestagswahlen verwendeten D'Hondt-Verfahrens berichtete. In einem Brief an das Präsidium des Bundestags verwies er als Alternative auf das Hare-Quotenverfahren mit Restausgleich nach größten Bruchteilen, das er mit einer Mehrheitsklausel ergänzte. Im Zuge des Verfahrenswechsels setzte sich im deutschen Sprachraum für das neue Sitzzuteilungsverfahren der Name Hare/Niemeyer-Verfahren durch. Der Namensgebrauch ist uneinheitlich. Die meisten Autoren benutzen den Verfahrensnamen, ohne die Mehrheitsklausel zu beachten. Nur wenige Autoren meinen das Hare-Quotenverfahren mit Restausgleich nach größten Bruchteilen einschließlich der Niemeyerschen Mehrheitsklausel, so wie Niemeyer selbst es sah.

## Veröffentlichungen
- Greensche Tensoren und asymptotisches Verhalten von Eigenschwingungen und Eigenfrequenzen elektromagnetischer Schwingungen in Hohlräumen. München [1959].
- Über die elastischen Eigenschwingungen endlicher Körper. Aachen 1963.
- Mit Edgar Wermuth: Lineare Algebra. Vieweg, Braunschweig 1987. ISBN 978-3-528-04163-2, doi:10.1007/978-3-322-83034-0.
- Verhältniswahlverfahren. Mathematik lehren 88 (1998) 59–65.
- mit Alice C. Niemeyer: Apportionment methods. Mathematical Social Sciences 56 (2008) 240–253. doi:10.1016/j.mathsocsci.2008.03.003